# 全唇兰属
全唇兰属（学名：Myrmechis）是兰科下的一个属，为陆生兰。该属共有7种，分布于亚洲热带至亚热带地区。